# Menhirs de Kergornec
Les deux menhirs de Kergornec, appelés respectivement La Grande-Pierre et Minhir-Goleun, sont situés à Saint-Gilles-Pligeaux dans le département français des Côtes-d'Armor.

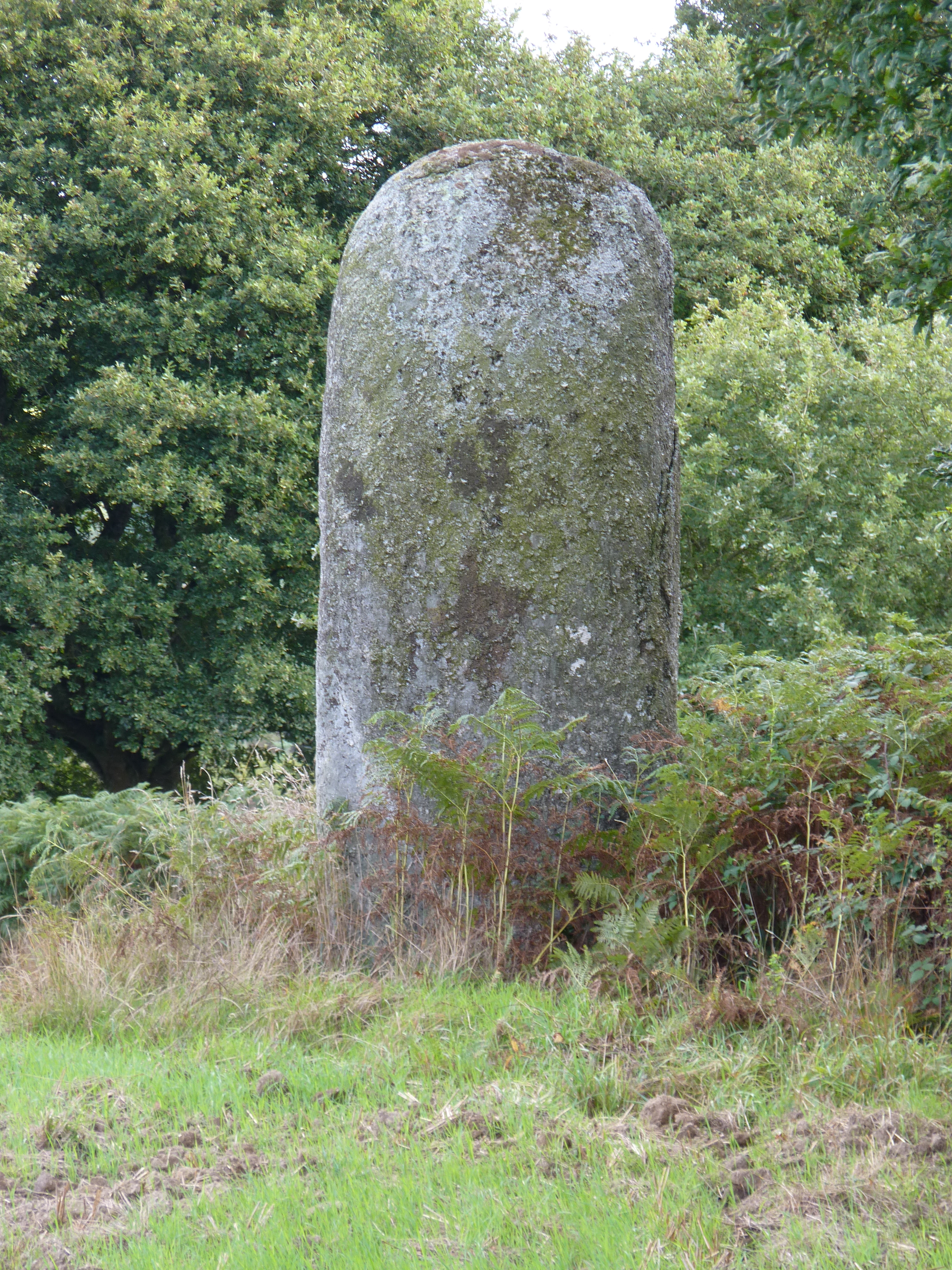
Menhir no 2

## Protection
Les deux menhirs ont été classés au titre des monuments historiques en 1971,.

## Description
Le menhir no 1 dit la Grande Pierre a été érigé au sommet d'une crête dominant un vaste panorama. De forme aplatie, il mesure 7,10 m de hauteur pour 3,10 m de largeur et 1,75 m d'épaisseur.
Le menhir no 2 dit Minhir Goleun a été érigé à mi-coteau. Il mesure 4,10 m de hauteur pour 2 m de largeur et 1,50 m d'épaisseur.
Les deux menhirs sont en granite porphyroïde et sont distants d'environ 300 m.